# Бродуик
Улица „Бродуик“ (на английски: Broadwick) е улица в Сохо, окръг Уестминстър, Лондон.
Известна е като епицентър на избухналата през 1854 г. епидемия от холера. Д-р Джон Сноу проследява източника на заболяването до обществена водна помпа на улицата и използването ѝ било преустановено. Постепенно и заболяването изчезва. До онзи момент е смятано, че заболяването се пренася по въздуха, докато откритието на д-р Сноу доказва, че заразата се пренася чрез водата. През 1992 г. в близост до първоначалното място е издигнато точно копие на помпата заедно с обяснителна табела. Оригиналната помпа е била разположена на ъгъла на улица „Бродуик“ и улица „Кеймбридж“ (днес улица „Лексингтън“), в близост до задната стена на кръчмата „Джон Сноу“.
Къща на ъгъла на ул. „Бродуик“ и ул. „Маршал“ е родният дом на английския поет и художник от 18 век Уилям Блейк.
Днес на улицата се намира известен китайски ресторант.